# Albertina
Albertina – galeria założona w 1768 w Wiedniu przez księcia Alberta Sasko-Cieszyńskiego i jego żonę arcyksiężnę Austrii Marię Krystynę, jest jedną z największych na świecie kolekcji grafik.

## Zbiory
Na zbiory składa się około 50 tys. rysunków, akwafort, akwarel i ponad 1,5 mln rycin. Katalog wymienia 43 rysunki Rafaela, 70 Rembrandta, 145 Dürera (więcej niż ma jakakolwiek inna galeria na świecie) oraz 150 prac Egona Schielego. Ponadto są tu reprezentowani Leonardo da Vinci, Michał Anioł, Rubens, Bosch, Bruegel, Cézanne, Picasso, Matisse, Klimt i Kokoschka.

## Historia
W latach 1996–2003 poddane renowacji i rozbudowie. Wybudowano m.in. nową strefę wejściową i kawiarnię w postaci prostopadłościennych brył oraz podwieszonego dachu, tzw. Soravia Wing, autorstwa Hansa Holleina. Według pierwotnych planów miał on być pokryty tytanem, jednak z uwagi na wysokie koszty został on ostatecznie wykończony płytami wykonanymi z aluminium.
Nowoczesna forma architektoniczna i rozmiar dachu były przedmiotem kontrowersji z uwagi na sąsiedztwo neoklasycystycznej i neobarokowej architektury okolicznych budynków, w tym historycznego gmachu galerii.